# CD Progreso de Cocula
Club Deportivo Progreso de Cocula, verkürzt auch CD Progreso de Cocula bzw. Progreso de Cocula,  ist ein mexikanischer Fußballverein aus Cocula im Bundesstaat Jalisco. Der Verein stieg zur Saison 1977/78 in die seinerzeit noch drittklassige Tercera División ein. Nach dem Gewinn der Meisterschaft am Ende der Saison 1985/86 stieg Progreso in die zweitklassige Segunda División auf, in der die erste Fußballmannschaft des Vereins in der Saison 1986/87 vertreten war. Dort belegte Progreso den letzten Platz in seiner Gruppe, wodurch die Mannschaft in der Abstiegsrunde antreten musste. Obwohl sie den Abstieg auf sportlichem Wege noch vermeiden konnte, verkauften die Verantwortlichen des Vereins die Spielberechtigung für die Segunda División an die Federación de Estudiantes de Guadalajara, wodurch ihr Abenteuer in der zweiten Liga nach nur einer Spielzeit beendet war.